# Olimpia Grudziądz
El Olimpia Grudziądz es un equipo de fútbol polaco de la ciudad de Grudziądz, en el voivodato de Cuyavia y Pomerania. Actualmente juega en la II Liga de Polonia, la segunda categoría del país.

## Historia
El GKS Olimpia Grudziądz fue fundado el 30 de junio de 1923, en la pequeña localidad de Grudziądz, al norte del voivodato de Cuyavia y Pomerania. El club cuenta con una rica tradición deportiva, y en su tiempo fue uno de los clubes con mayor número de secciones (llegó a acoger hasta quince deportes distintos).
Con el comienzo de la Segunda Guerra Mundial, el equipo, que iba liderando la I Liga, dejó de participar en competiciones polacas, hasta 1945, cuando se unió a la República Popular de Polonia. Tras haber restablecido las principales competiciones futbolísticas del país, el Olimpia tuvo que empezar de cero, esta vez desde la III Liga. Finalmente, obtuvo el ascenso a la II liga y posteriormente de vuelta a la I Liga.
El Estadio Municipal de Grudziądz (llamado también Estadio Bronisław Malinowski en honor al atleta miembro del club, y campeón olímpico en 1980 en 3.000 metros obstáculos) es el estadio donde el Olimpia juega sus partidos como local. Construido en 2012, cuenta con capacidad para 5.250 espectadores.
El Olimpia actualmente cuenta con cuatro secciones dentro del club: fútbol, atletismo, judo y tenis de mesa. A lo largo de su historia, el Olimpia también tuvo secciones como speedway, tenis, baloncesto, hockey, remo, ajedrez y vela.

## Plantilla 2016/17

#### Altas y bajas 2017–18 (verano)
| Altas   | Altas    | Altas       | Altas | Altas |
| Jugador | Posición | Procedencia | Tipo  | Costo |
| ------- | -------- | ----------- | ----- | ----- |

| Bajas            | Bajas     | Bajas        | Bajas                  | Bajas |
| Jugador          | Posición  | Destino      | Tipo                   | Costo |
| ---------------- | --------- | ------------ | ---------------------- | ----- |
| Krystian Popiela | Delantero | Agente libre | Rescisión de contrato. | --    |
| Nildo            | Delantero | Agente libre | Rescisión de contrato. | --    |